# Біциллі Петро Михайлович
Петро Михайлович Біциллі (англ. Bizzilli, 1... (13) вересня 1879 Одеса — 25 серпня 1953 Софія НРБ) — український та болгарський історик, професор Імператорського Новоросійського та Софійського університету.

## Життєпис
Народився 1 вересня 1879 в Одесі, в дворянській родині, що мала предків-італійців.
Предки вихідці з Балкан, переселилися з області Епір у Російську імперію в останній третині XVIII ст. Представники зіграли значну роль в організації розміщення греко-албанських переселенців на південно-українських територіях. За мужність і героїзм у боях під час російсько-турецьких війн прапрадід Петра Константин Гіко Біциллі (помер 5.01.1813), який очолював Грецький дивізіон, отримав орден Георгія Переможця 4-го класу, спадкове дворянство й значні земельні володіння на півночі Одеського повіту Херсонської губернії (нині села Бецилове та Старокостянтинівка). Прадід — Михайло Костянтинович був колежським секретарем, мешкав у своєму помісті у Одеському повіті.
Батько — Михайло Хомич (1849—1916) був секретарем Одеського губернського кредитного товариства; мати —  Катерина Адольфівна Штейнгарт (1851—1936) походила з єврейської родини, що перейшла в православ'я. Початкову освіту одержав вдома, потім закінчив у 1899 році зі срібною медаллю 2-гу одеську гімназію; у цьому ж році поступив на юридичний факультет Імператорського Новоросійського університету, в 1900 перейшов на історико-філологічний факультет. За участь у революційних подіях двічі виключався з університету (1902, 1905), перебував під негласним наглядом поліції. В 1905/1906 служив в армії; закінчив службу в чині унтер-офіцера. В 1906 здав іспити за весь курс університету й одержав диплом першого ступеня. З 1906 року був професорським стипендіатом. У 1910 році склав магістерські іспити й прочитав пробні лекції — «Фрідріх П Гогенштауфен», «Накази 1789 р. як історичне джерело». З 1911 року — приват-доцент кафедри загальної історії Імператорського Новоросійського університету. В 1913–1914 роках був у наукових відрядженнях у країнах Європи: працював в архівах Німеччини, Франції, Італії згідно програми, що склав В. Крусман.
У 1913 р. йому було надано за вислугу років чин надвірного радника.
З 4 вересня 1917 року був штатним доцентом Новоросійського університету, а з 6 вересня 1918 року — виконувачем обов'язки ординарного професора. У травні 1919 року був обраний професором.
Крім університету працював в Одеському політехнічному інституті, на Одеськіх вищих жиночіх курсах (з 1909 р.), у жіночих гімназіях.
28 січня 1920 року разом з родиною залишив Одесу на пароплаві «Rio-Pardo», що направлявся в Салоніки. Перші роки еміграції (1920—1923) пройшли в Сербії — спочатку в Вран'є, потім у Скоп'є, де став доцентом кафедри всесвітньої історії організованого у лютому 1920 філії філософського факультету Бєлградського університету.

#### Софійський період життя
В 1924—1948 роках був ординарним професором Університету «Святого Климента Охридского» у Софії. Тут за 25 років роботи він прочитав 78 лекційних курсів із проблем загальної історії, брав участь у перших євразійських збірниках (1922, 1923 рр.), потім відійшов від євразійського руху, розкритикувавши його доктрину з ліберально-демократичних позицій. В еміграції значно розширилася його дослідницька проблематика: поряд з історією культури він працював в області філософії й теорії історії, соціології й політології, історії літератури й теоретичної лінгвістики тощо; друкувався в емігрантських виданнях — «Современные записки», «Числа», «Новый Град» та ін., але в політичному житті емігрантських кіл участі не брав. Після Другої світової війни тричі подавав прохання про надання радянського громадянства, але одержав відмову. У 1948 році був звільнений із Софійського університету як «буржуазний вчений».
Помер 25 серпня 1953 від раку легень.

## Особисте життя
Дружина — Марія Тадеушівна Полянкевич-Орехова (1879—1959). Одружились у 1910 році.
Дочка: Марія Петрівна Біциллі (1917—1996).
Брат: Михайло Михайлович Біциллі (1909—1959).

## Наукова діяльність

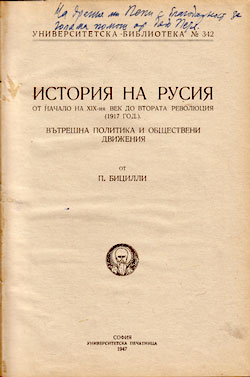
Титульний лист книги Історія Росії від початку XIX в. до другої революції (1917 р.). Софія, 1947

Еволюція дослідницької проблематики в одеський період — від новистики через антикознавство до медієвістики. Основними наставниками в Імператорського Новоросійського університету були Є. Щепкін, Э. Штерн, В. Крусман. У студентські роки під впливом Є. Щепкіна займався переважно європейською історією нового часу. Перші публікації (1912) під впливом низки робіт Е. Штерна присвячені історії Риму. Від'їзд Е. Штерна в Німеччину (1911) і відхід Є. Щепкіна у велику політику (1906) сприяли зміні його спеціалізації: з 1913 р. головною областю навчальних та наукових інтересів стає європейське середньовіччя. В. Крусман, представник петербурзької культурологічної школи, сприяв зближенню з І. Гревсом і його безпосередніми учнями — О. Добіаш-Рождественською, Л. Карсавіним, М. Оттокаром та ін. У травні 1917 захистив у Петроградському університеті магістерську дисертацію («Салимбене. Очерки итальянской жизни ХІІІ в.»). Протягом 1911—1919 років розробив і читав курси лекцій: пропедевтичні; загальні — з історії Сходу (1913) і історії Рима (1917—1918), з історії середніх віків (з 1913); спеціальні — «Вступ у вивчення середньовічної історичної літератури», «Історія історіографії» (1917/1918). На практичних заняттях з історії середніх віків вивчав зі студентами історію французьких міських громад по текстах міських хартій (1912/1913); історію європейських середньовічних університетів (1913/1914); законодавчі пам'ятки Франції раннього середньовіччя — «Салічну правду» тощо (1914/1915); історію селянства та феодального землеволодіння в європейських країнах (з 1914); історію італійської Комуни ХШ-XIV ст. (1919) тощо. Був дійсним членом — історико-філологічне товариство при Новоросійському університеті, брав участь у роботі ОБТ та Одеського товариства історії і старожитностей.
Наукова спадщина включає більше 300 друкованих праць, написаних на російській, болгарській, сербській, чеській, французькій, англійській, італійській і німецькій мовах. Дослідницький діапазон історика: від античності до новітньої історії, від західноєвропейської до російської й української, історії Сходу; історія й теорія історичної науки, історія культури тощо. Після тривалого забуття, з рубежу 1990-х, учені з різних країн — Німеччини, Болгарії, Ізраїлю, Росії, США, України тощо, звернулися до його творчості, полідисциплінарному по своєму діапазоні й інтердисциплінарному в підході до осягнення історичної реальності. У сучасній літературі його характеризують як видатного мислителя, «піонера» історико-психологічних і культурологічних методів, дослідника-енциклопедиста, що залишили помітний слід у багатьох областях гуманітаристики.

## Праці
- Тацит и Римский империализм // ЗООИД. — Одесса, 1912. — Т.30;
- Салимбене. Очерки итальянской жизни ХШ в. — Одесса, 1916;
- Основы социализма. — Одесса, 1917;
- Падение Римской империи. — Одесса, 1919;
- Элементы средневековой культуры. — Одесса, 1919;
- Очерки теории исторической науки. — Прага, 1925;
- Проблемы русско-украинских отношений в свете истории. — Прага, 1930;
- Основни насоки в историческото развитие на Европа. От началото на християнската ера до наше време. — София, 1993;
- Увод в изучаването на новата и най-новата история (Опит за периодизация). — София, 1993;
- Место Ренессанса в истории культуры /Сост., предисл. и коммент. Б. С. Каганович. — СПб., 1996;
- Трагедия русской культуры: Исследования. Статьи. Рецензии /Вступ. ст., сост. и коммент. М. А. Васильевой. — М., 2000.

## Нагороди
- Орден Св. Станіслава ІІІ ст.
- Медаль на згадку 300-ліття Дома Романових;